# Space Adventures
Space Adventures Ltd. ist ein US-amerikanisches Unternehmen mit Sitz in Vienna, Virginia, USA, das im Bereich Weltraumtourismus tätig ist. Die Gründung erfolgte im Jahr 1998. Bekannt wurde Space Adventures, als es dem Unternehmen gelang, die ersten Weltraumtouristen zur Internationalen Raumstation (ISS) zu schicken.

## Weltraumtouristen
Das Unternehmen unterbreitet eine Reihe von Angeboten. Dazu gehören die „Null-Gravitations-Flüge“ in den USA. Im Mai 2001 vermittelte das Unternehmen den Flug des US-Unternehmers Dennis Tito zur ISS, der so zum ersten Weltraumtouristen der Geschichte wurde. Tito bezahlte 20 Millionen US-Dollar. Zweiter Kunde war Mark Shuttleworth aus Südafrika. Der dritte Passagier war Gregory Olsen am 1. Oktober 2005. Am 3. November 2005 gab Space Adventures den Flug ihres nächsten Kunden bekannt. Dabei handelte es sich um den Japaner Daisuke „Dice-K“ Enomoto, der im September 2006 zur ISS fliegen sollte. Im August wurde sein Flug jedoch aus medizinischen Gründen abgesagt. An seiner Stelle flog nun Anousheh Ansari als erster weiblicher Urlaubsgast ins All. Als Nächstes flog im April 2007 Microsoft-Mitbegründer und Excel- und Word-Erfinder Charles Simonyi zur ISS. Ihm folgte im Oktober 2008 der englisch-amerikanische Softwareentwickler Richard Garriott. Für einen weiteren Weltraumtouristen hatte Space Adventures 2009 einen Platz an Bord von Sojus TMA-14/Sojus TMA-13 gebucht: der Kanadier Guy Laliberté flog im September 2009 zur ISS. 
Nachdem die ISS-Besatzung auf sechs Personen angewachsen war und der Austausch nur noch über Sojus-Raumschiffe erfolgte, bestanden keine Flugmöglichkeiten zur ISS mehr. Mit der Jahresmission zweier Raumfahrer im Jahr 2015 sollte sich dies wieder ändern. Ein dabei frei werdender Sojus-Platz wurde von Space Adventures an die englische Sängerin Sarah Brightman vergeben, die ihn jedoch nicht in Anspruch nahm.
Der nächste Touristenflug erfolgte im Dezember 2021 mit Sojus MS-20, als die beiden Japaner Yusaku Maezawa und Yozo Hirano elf Tage auf der ISS verbrachten.
Space Adventures plant[veraltet] einen mehrtägigen freien Flug mit einer Crew Dragon, der einen neuen Höhenweltrekord für private Raumfahrer aufstellen soll. Außerdem ist das Unternehmen Partner von Boeing für die Vermarktung freier Sitze auf Flügen zur ISS mit dem Raumschiff CST-100 Starliner.

## DSE-Alpha
Das bisher aufsehenerregendste Angebot wurde am 10. August 2005 bekannt gegeben. Das Projekt „Deep Space Expeditions Alpha“, kurz DSE-Alpha, sollte Touristen einen Flug rund um den Mond ermöglichen. Der Flug sollte zehn Tage dauern und war zuerst für 2018 geplant, später wurde „vor Ende des Jahrzehnts“ als Startzeitpunkt angegeben. Inzwischen verzichtet Space Adventures auf einen Zeitplan.
Ausgeführt werden sollte der Flug von Sojus-Raumfahrzeugen, die ansonsten für den Transport von Raumfahrern zur Internationalen Raumstation dienen. Der Flug sollte neun Tage dauern und von Roskosmos ausgeführt werden. Ein Flug sollte für einen Touristen 150 Mio. US-Dollar kosten. An Bord des Raumschiffes sollten drei Personen Platz haben, davon zwei Touristen. Im Jahr 2014 wurden Verträge mit zwei potentiellen Touristen abgeschlossen.
Der Projektname „DSE-Alpha“ wurde aufgegeben. Für Flüge zum Mond entwickelt Russland mittlerweile das neue Raumschiff Federazija.

## Suborbital-Flugzeuge
Das Unternehmen konzipierte ein Flugzeug für Touristenflüge in den suborbitalen Raum mit Namen Space Adventures Explorer. Es sollte vom Trägerflugzeug Space Adventures M-55X aus in die Höhe transportiert werden. Dazu schloss das Unternehmen einen Vertrag mit der russischen Raumfahrtagentur RSA, auf deren Design das Flugzeug beruhte. Ein weiterer Vertrag wurde mit der Firma Prodea abgeschlossen, die auch den Ansari X-Prize unterstützte. Prodea plante Weltraumbahnhöfe in den Vereinigten Arabischen Emiraten (Ras Al Khaimah spaceport) und Singapur (Singapore spaceport).